# Lilium ponticum
Lilium ponticum är en liljeväxtart som beskrevs av Karl Heinrich Koch. Lilium ponticum ingår i släktet liljor, och familjen liljeväxter.

## Underarter
Arten delas in i följande underarter:
- L. p. artvinense
- L. p. ponticum

## Bildgalleri

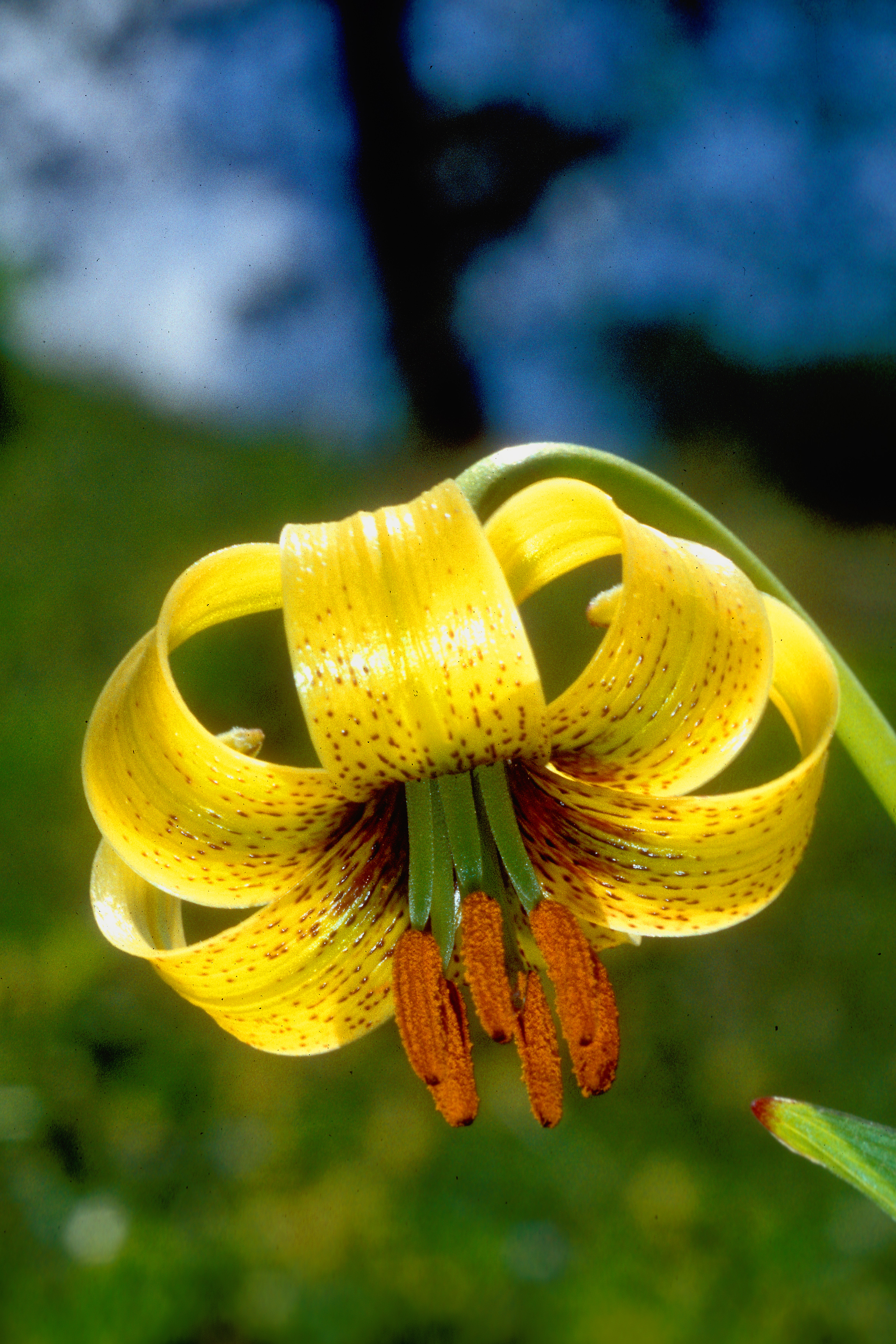
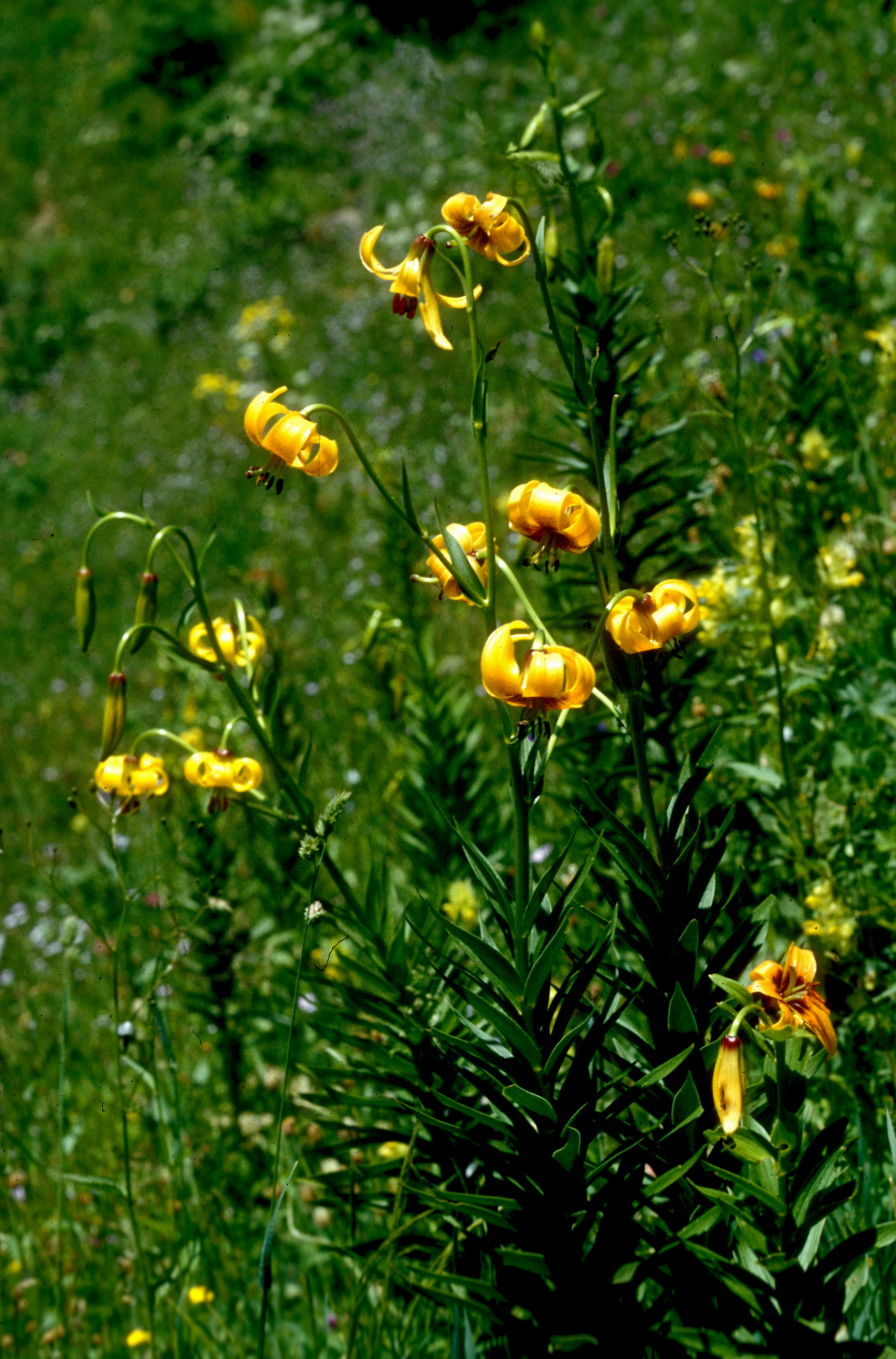